# Stenidius glabratus
Stenidius glabratus es una especie de coleóptero de la familia Anthicidae.

## Distribución geográfica
Habita en Nepal.